# Мокруша (Княгининский район)
Мокру́ша — деревня в Княгининском районе Нижегородской области России. Входит в состав Возрожденского сельсовета.

## География
Деревня находится на юго-востоке центральной части Нижегородской области, в зоне хвойно-широколиственных лесов, на правом берегу реки Урга, к востоку от автодороги 22К-0044, на расстоянии приблизительно 18 км (по прямой) к востоку-юго-востоку (ESE) от Княгинино, административного центра района.
Климат
Климат характеризуется как умеренно континентальный, с коротким тёплым летом и холодной снежной зимой. Среднегодовая температура — 3,6 °C. Средняя температура воздуха самого тёплого месяца (июля) — 18,7 °C (абсолютный максимум — 37 °C); самого холодного (января) — −12 °C (абсолютный минимум — −45 °C). Среднегодовое количество атмосферных осадков составляет около 582 мм, из которых 65 % выпадает в тёплый период.
Часовой пояс
Деревня Мокруша, как и вся Нижегородская область, находится в часовой зоне МСК (московское время). Смещение применяемого времени относительно UTC составляет +3:00.

## Население
| 2002 | 2010 |
| ---- | ---- |
| 18   | ↘6   |

Национальный состав
Согласно результатам переписи 2002 года, в национальной структуре населения русские составляли 100 %.